# Saint-Loup-des-Chaumes
Saint-Loup-des-Chaumes és un municipi francès, situat al departament de Cher i a la regió de Centre – Vall del Loira. L'any 2007 tenia 285 habitants.

## Demografia

### Població
El 2007 la població de fet de Saint-Loup-des-Chaumes era de 285 persones. Hi havia 116 famílies, de les quals 28 eren unipersonals (12 homes vivint sols i 16 dones vivint soles), 40 parelles sense fills, 36 parelles amb fills i 12 famílies monoparentals amb fills.
La població ha evolucionat segons el següent gràfic:
Habitants censats

### Habitatges
El 2007 hi havia 156 habitatges, 120 eren l'habitatge principal de la família, 13 eren segones residències i 23 estaven desocupats. Tots els 156 habitatges eren cases. Dels 120 habitatges principals, 107 estaven ocupats pels seus propietaris, 8 estaven llogats i ocupats pels llogaters i 5 estaven cedits a títol gratuït; 13 tenien dues cambres, 21 en tenien tres, 41 en tenien quatre i 45 en tenien cinc o més. 80 habitatges disposaven pel capbaix d'una plaça de pàrquing. A 52 habitatges hi havia un automòbil i a 62 n'hi havia dos o més.

### Piràmide de població
La piràmide de població per edats i sexe el 2009 era:
| Homes | Edats   | Dones |
| ----- | ------- | ----- |
| 0     | 95 o +  | 0     |
| 0     | 90 a 94 | 0     |
| 0     | 85 a 89 | 4     |
| 8     | 80 a 84 | 0     |
| 4     | 75 a 79 | 0     |
| 0     | 70 a 74 | 12    |
| 16    | 65 a 69 | 12    |
| 8     | 60 a 64 | 4     |
| 12    | 55 a 59 | 4     |
| 12    | 50 a 54 | 12    |
| 12    | 45 a 49 | 8     |
| 20    | 40 a 44 | 12    |
| 16    | 35 a 39 | 12    |
| 4     | 30 a 34 | 8     |
| 8     | 25 a 29 | 12    |
| 4     | 20 a 24 | 8     |
| 16    | 15 a 19 | 16    |
| 4     | 10 a 14 | 12    |
| 12    | 5 a 9   | 4     |
| 4     | 0 a 4   | 0     |

## Economia
El 2007 la població en edat de treballar era de 181 persones, 128 eren actives i 53 eren inactives. De les 128 persones actives 107 estaven ocupades (57 homes i 50 dones) i 21 estaven aturades (8 homes i 13 dones). De les 53 persones inactives 23 estaven jubilades, 15 estaven estudiant i 15 estaven classificades com a «altres inactius».

### Ingressos
El 2009 a Saint-Loup-des-Chaumes hi havia 122 unitats fiscals que integraven 301 persones, la mediana anual d'ingressos fiscals per persona era de 18.551 €.

### Activitats econòmiques
Dels 5 establiments que hi havia el 2007, 1 era d'una empresa de comerç i reparació d'automòbils, 1 d'una empresa immobiliària, 1 d'una empresa de serveis i 2 d'empreses classificades com a «altres activitats de serveis».
Dels 2 establiments de servei als particulars que hi havia el 2009, 1 era una funerària i 1 agència immobiliària.
L'any 2000 a Saint-Loup-des-Chaumes hi havia 13 explotacions agrícoles que ocupaven un total de 1.170 hectàrees.

## Equipaments sanitaris i escolars
El 2009 hi havia una escola elemental.

## Poblacions més properes
El següent diagrama mostra les poblacions més properes.